# Sextus Attius Suburanus Aemilianus
Sextus Attius Suburanus Aemilianus est un haut chevalier puis sénateur romain, préfet du prétoire de 98 à 101 puis consul en 101 (suffect) et 104 sous Trajan.

## Biographie
Il provient de l'ordre équestre. Dans sa carrière, il est praefectus fabrum (officier de l'armée), commandant d'une unité de cavalerie et adjoint au gouverneur d'Hispanie citérieure dans la conduite du recensement. Il est ensuite adjoint (adjutores) du préfet de l'annone puis du préfet d'Égypte Lucius Iulius Ursus vers 78-80 (père adoptif de Lucius Iulius Ursus Servianus,) ainsi que procurateur financier (adjoint pour un légat proprétorien gouverneur d'une province impériale importante) ad Mercurium, Alpium Cottianarum et Pedatium Tyriorum et Cammuntiorum et Lepontiorum. Enfin il saute de procurateur de Judée à la province bien plus importante de Belgique,,,.

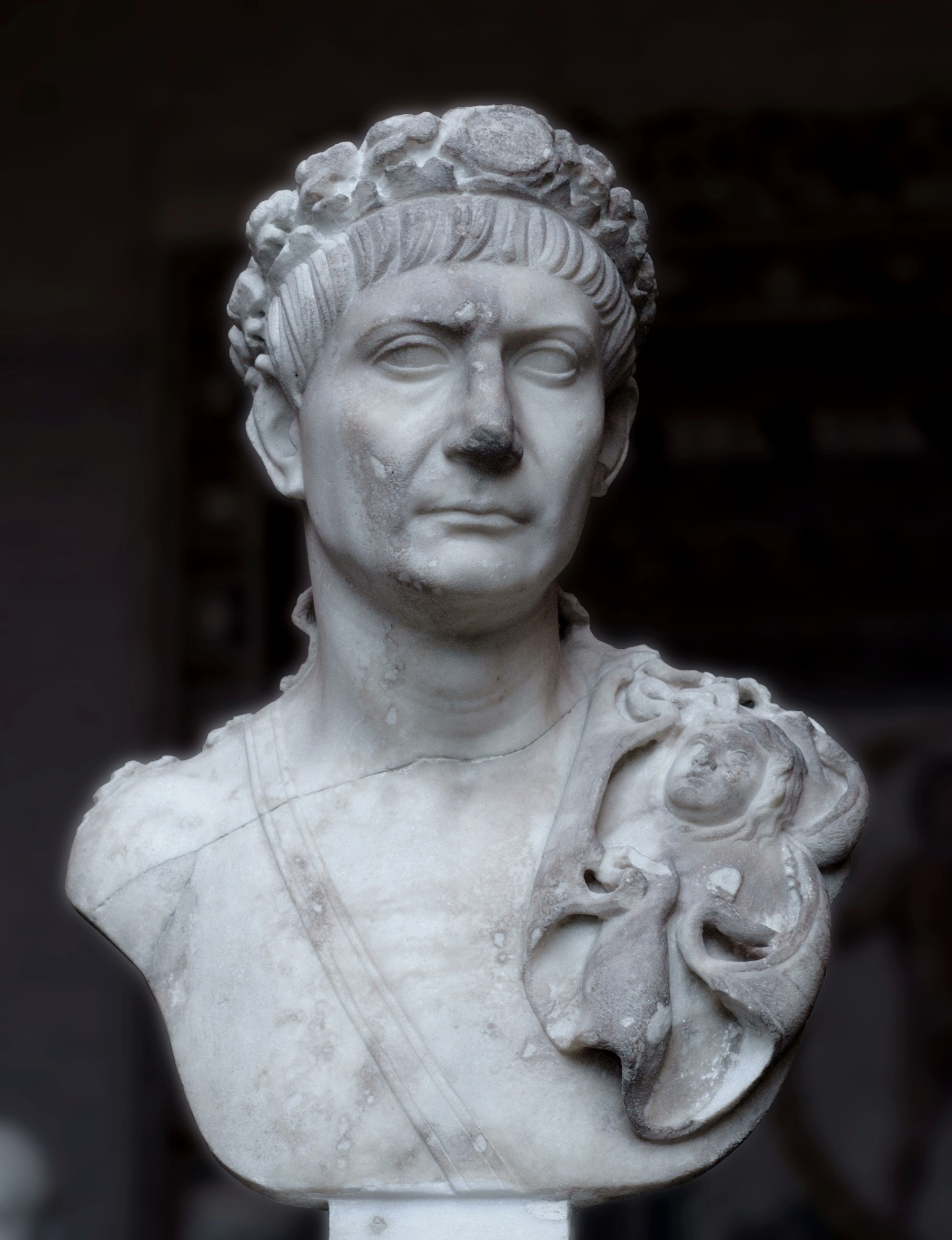
L'empereur Trajan (98 à 117).

Au tout début du règne de Trajan, il devient préfet du prétoire après la mise à l'écart ou l'exécution de son prédécesseur, Casperius Aelianus (préfet sous Domitien puis rappelé sous Nerva en 97). Celui-ci est responsable d'une insurrection contre l'empereur précédent, Nerva. En effet, Aelianus avait réclamé avec ses soldats la tête des assassins de Domitien et assiégé le palais impérial pour capturer et exécuter les responsables de la mort du dernier des Flaviens. Nerva s'y est pourtant opposé, mais Aelianus parvient à ses fins, affaiblissant la position de l'empereur, qui réplique en adoptant solennellement Trajan. Celui-ci lui succède début 98. Suburanus Aemilianus, après cette crise, doit faire revenir la discipline dans la garde prétorienne.
Une grande relation de confiance l'unit à Trajan, qui lui aurait dit, selon une anecdote rapportée par Dion Cassius et Aurelius Victor, en lui tendant l'épée prétorienne distinctive de ses hautes fonctions : « Prends cette épée, et si je gouverne bien, utilise-la pour moi. Si je gouverne mal, utilise-la contre moi, ». Dans le Panégyrique de Trajan, Pline le jeune fait déjà référence à cette anecdote en  faisant parler Trajan : "Oui contre moi, si l'intérêt public l'exigeait, j'ai armé jusqu'à la main de mon préfet"
Après son mandat de préfet du prétoire, Suburanus est intronisé au Sénat romain et devient consul suffect en 101 aux côtés de Quintus Articuleius Paetus. Il est ensuite consul éponyme en 104, étant peut-être préfet de Rome dans le même temps. Son successeur à la préfecture du prétoire est Tiberius Claudius Livianus.